# Троттер, Стив
Стив Тро́ттер (англ. Steve Trotter; 13 ноября 1962 — 15 октября 2022) — американский каскадёр-любитель, самый молодой из тех, кто прошёл Ниагарский водопад в бочке. Являлся одним из немногих людей, дважды прошедших в бочке Ниагарский водопад. Кроме этого, был известен исполнением множества других незаконных трюков.

## В бочке через Ниагарский водопад

### 1985
Первая попытка Троттера проплыть через Ниагарский водопад в бочке не удалась: канадская полиция успела перехватить его до начала путешествия и под конвоем доставить до границы с США. Во второй попытке, 18 августа 1985 года, он смог пройти водопад, не получив повреждений и став самым молодым (22 года) человеком и первым за 25 лет американцем, которому это удалось. За выполнение незаконного трюка на территории парка Троттер был оштрафован на $500.
Для выполнения трюка Троттер использовал две соединённые торцами бочки, усиленные снаружи слоями стеклопластика, а для плавучести обитые бальсой. Для предохранения от ударов использовались автомобильные камеры от колёс грузовика. Внутри Троттер был пристёгнут ремнями, используемыми в автомобильных гонках, имел с собой фонарик, спасательный жилет, рацию и баллон с кислородом. Торцы бочки закрывались люками.

### 1995
18 июня 1995 года Троттер повторил прохождение Ниагарского водопада и снова выжил, став вторым в истории человеком, которому это удалось. На этот раз он выполнил трюк в компании с Лори Мартин, своей подругой. Они использовали корпуса двух водяных нагревателей, сваренных между собой, покрытые кевларом и имевшие запас воздуха на 90 минут. Создание этой конструкции потребовало $19000, которые, как сообщалось, были предоставлены банкиром из Флориды.
Трюк стал первым, выполненным смешанной парой и второй в истории командой, удачно сплавившейся в бочке через Ниагарский водопад. Кроме этого, Лори Мартин стала первой с 1901 года женщиной, прошедшей Ниагарский водопад в бочке.

## Другие трюки
В ноябре 1985 года Стив Троттер установил мировой рекорд в самом длинном прыжке маятником с моста Золотые ворота в Сан-Франциско. Длина троса, который использовал Троттер, составила 54 м, в нижней точке он достиг скорости более 100 км/ч. За прыжок он был оштрафован.
В 1997 году команда Троттера из пяти человек попыталась совершить прыжок с моста Саншайн-Скайуэй во Флориде. Попытка окончилась неудачей из-за неверного расчета нагрузки на трос. Двое человек, в том числе Лори Мартин, серьёзно пострадали.